# Гай Целий Руф (народный трибун)
Гай Це́лий Руф (лат. Gaius Caelius (Rufus); умер после 51 года до н. э.) — древнеримский государственный деятель из знатного плебейского рода Целиев, народный трибун 51 года до н. э. Союзник Гая Юлия Цезаря.

## Происхождение
Достоверные сведения о происхождении Гая Целия отсутствуют; известно лишь, что его отец, носивший то же имя, родился в одном из италийских муниципиев (предположительно, в Тускуле, что в Лации). 
В источниках в связи с событиями I века до н. э. фигурируют и другие носители номена «Целий» (Caelius или Coelius) — в частности, консул 94 года до н. э. Гай Целий Кальд, народный трибун 52 года до н. э. Марк Целий Руф, народный трибун 53 года до н. э. Марк Целий Винициан. Состояли ли они в каком-то родстве с Гаем Руфом, неизвестно.

## Биография
Первое упоминание о Гае-младшем относится к 52 году до н. э., когда он служил легатом при пропреторе Македонии (предположительно, Гае Косконии). Отсутствуя в Риме, Целий заочно был избран в состав коллегии народных трибунов на следующий год (51 до н. э.). В этой должности ветировал многие постановления сената, шедшие вразрез с интересами Гая Юлия Цезаря: касательно запрета налагать вето на сенатские решения о провинциях; о назначении наместников в преторские провинции; об увольнении солдат Юлия Цезаря, отслуживших положенный срок. О его дальнейшей судьбе ничего неизвестно.

## Потомки
Сыном Гая Целия, по-видимому, являлся консул-суффект 4 года до н. э., унаследовавший отцовский преномен.